# 尚武文化
尚武文化， 以武力技術、知識等作為保衛、進攻、殺傷、掠奪等諸攻防行動作戰方式的文化。
正面觀點：有助於抗御外敵或有效擊敗危及已方或友鄰時的保衛手段，達到克敵制勝之道。
反面觀點：极端崇尚武力的黷武文化，认为武力是解决所有问题的万能钥匙。尚武文化是通过武力寻求霸权思想基础，往往是战争的原动力。 
由於過度極端追求武力最終會傷害己身或傷害友鄰招致身敗名裂，於是發展武德精神思想文化來制御過度追求武力的濫觴。

## 尚武文化典型现象
- 崇尚军力
- 认为武力万能 [來源請求]
- 积极用战争解决纠纷
- 认为杀人是勇敢精神的表现 [來源請求]
- 寻求用武力获得霸权 [來源請求]

## 带有尚武文化痕迹的民俗活动
- 中国比武大会
- 蒙古那达慕
- 上海抢婚习俗
- 阿拉伯猎鹰比赛
- 重庆黑市拳
- 西班牙斗牛节、奔牛节
- 英国乔维克北欧海盗节（Jorvik Viking Festival）
- 全日本弓道大会、日本流镝马
- 印度锡克教徒洒红节比武（Holla Mohalla）
- 內門鄉宋江陣
- 美國、瑞士與芬蘭的槍械文化
- MMA
- 鄒族戰祭
- 卑南族猴祭：猴祭最早需殺死兩人來做為建造少年會所的儀式，直至薩勒麼幸才改殺猴，現今則以猴型編織物取代。

## 其他解读
从汉字的造字方式来看，“武”是会意字。从止，从戈。据甲骨文，人持戈行进，表示要动武。
然而，漢文化的武术家往往重视德，不到万不得已的情况绝不可轻易动武。在授徒之前也必先让习武者明白，不可仗着自己的功夫好勇斗狠，这不仅不是尚武，反而亵渎了尚武精神。
三国时期的政治家军事家曹操在注解《孙子兵法》一书的《孙子略解》序中写道：「恃武者灭，恃文者亡。」就是很好的解释。

## 参見
- 军国主义
- 战争
- 杀戮
- 极端主义
- 武士道
- 騎士精神
- 侠客
- 尚武種族